# Academia Caetiteense de Letras
A Academia Caetiteense de Letras, com sigla "ACL", foi fundada em 7 de Setembro de 2001 e conta com 40 Cadeiras, ocupadas pelos membros efetivos, sendo a entidade representativa da Literatura na cidade de Caetité-Bahia.
Homenageando caetiteenses ilustres, promove a perpetuação memorial de seus escritores, a exemplo de Camillo de Jesus Lima, Cezar Zama, Plínio de Lima, Marcelino Neves, etc. – além de oferecer espaço para divulgação de novos autores.
Publica a Revista Selecta, onde seus membros divulgam os trabalhos, abrindo também importante espaço para novos autores locais.

## Histórico
Foi idealizada por André Koehne e Yalen Sacramento, quando o primeiro ocupava a direção do setor cultural da prefeitura. Tiveram, a seguir, o apoio da poeta Tânia Martins. Fundada em 7 de setembro de 2001, seus membros fundadores tomaram posse a 10 de outubro daquele ano em solenidade ocorrida "no Salão Nobre da Câmara de Vereadores, antiga Escola Normal". Contava, inicialmente, com trinta e cinco cadeiras, trazendo por lema "respeito ao passado, rumo ao futuro"
A entidade homenageou autoras da cidade como Emiliana Nogueira Pita e Marieta Lobão Gumes. A patrona Helena Lima Santos tem sua importância consagrada pela entidade e, no dizer da pesquisadora Maria Lúcia Porto Silva Nogueira, "sua obra, grande contributo à história local e regional, valeu-lhe o reconhecimento da intelectualidade caetiteense, com a inclusão de seu nome entre os imortais da Academia Caetiteense de Letras".
O bispo D. Alberto foi "eleito imortal da Academia Caetiteense de Letras, o religioso tornou-se figura importante entre seus patronos e foi colocado ao lado de expoentes da cultura local, como Anísio Teixeira, Cezar Zama, entre outros", como afirmou Thassiana Macedo, no Jornal da Manhã, de Uberaba.
Em 2014 a ACL diplomou, como correspondente, o professor Ático Vilas-Boas da Mota, intelectual que residia em Macaúbas.
Em outubro de 2023 a entidade integrou o Primeiro Colóquio de Academias da Bahia, evento capitaneado pela Academia de Letras da Bahia, tendo como representantes seus membros Fábio Silveira, Getúlio Fernandes e Ana Marice Ladeia.

## Patronos e Acadêmicos
A ACL possui os seguintes patronos e membros:
| Cadeira                        | Fundador                          | Sucessores                           |
| 1 Cezar Zama                   | Romilton Sobrinho                 |                                      |
| 2 João Gumes                   | Jorge Araújo                      |                                      |
| 3 Anísio Teixeira              | Tânia Martins                     | Kalil Santos                         |
| 4 Aristides Spínola            | Jailson Trindade                  | Camiliana Carneiro Marques           |
| 5 Cístenes Oliveira            | Custódio Lacerda Brito            |                                      |
| 6 Alfredo José da Silva        | Miguel Stefanelli                 | Yalen Sacramento Neves               |
| 7 Durval Castro                | Daciano Públio de Castro          | Antônio Rocha                        |
| 8 José Brito                   | José Eduardo das Neves Brito      |                                      |
| 9 Manoel Cardoso Neves         | Denise Marques                    | Teobaldo Marinho de Souza Neto       |
| 10 Sadi Gumes                  | Paulo Moura                       | Silvano Bezerra da Silva             |
| 11 Jairo Pontes                | Joelton Oliveira                  | Mauri Oliveira                       |
| 12 Maria Neves Lobão           | Benedicto Antonio dos Santos      | Sílvia Ysnar                         |
| 13 Conceição Pontes            | Zezito Rodrigues                  |                                      |
| 14 Manuel Ladeia               | Jussara Ladeia                    | Talissa Ladeia                       |
| 15 Gerson Prisco               | Romilton Ferreira                 |                                      |
| 16 Waldir Cardoso              | Telma Oliveira                    |                                      |
| 17 Helena Lima Santos          | Bartolomeu de Jesus Mendes        | Fernanda Oliveira                    |
| 18 Elza Silveira               | Elza Silveira                     | Márcia Haidê                         |
| 19 Emiliana Nogueira Pita      | Éder Adriano Neves David          |                                      |
| 20 Idalina Vieira Cardoso      | Idalina Vieira                    | Zamana Brisa Souza Lima              |
| 21 Irany Públio                | Manoel Raimundo Alves             | Taliane Ladeia                       |
| 22 Teresa Neves de Oliveira    | Tânia Ladeia                      | Marco Antônio Guanais Aguiar Rochael |
| 23 Marion Gomes                | André Koehne                      |                                      |
| 24 Dom Alberto Rezende         | Dom Alberto                       | Dom Carvalho                         |
| 25 Luiz Neves Cotrim           | Fabiano Carvalho Cotrim           |                                      |
| 26 Rev. Oswaldo Durães         | Rev. Oswaldo Durães               | Marcos Fernandes                     |
| 27 Gabriel Guanaes Aguiar      | Palmira Guanais de Aguiar Fausto  | Sebastião Carlos dos Santos Carvalho |
| 28 Tereza Guanaes              | Sônia Silveira                    |                                      |
| 29 Manoel Lobo                 | Antonio Carlos Santos Silva       |                                      |
| 30 Monsenhor Bastos            | Luciete Bastos                    |                                      |
| 31 Alvacir de Brito Silva      | Evando Carele de Matos            |                                      |
| 32 Clóvis Moreira da Cunha     | Valdelúcio Fernandes da Cunha     | Rômulo Anísio Ferreira de Souza      |
| 33 Danúsia Neves Freitas       | Fábio Silveira                    |                                      |
| 34 Marcelino Neves             | Zélia Malheiro Marques            |                                      |
| 35 Dom Manoel Raimundo de Melo | Luís Pereira Benevides            |                                      |
| 36 Nicodema Alves              | Francisco Wbirajara Lopes Martins |                                      |
| 37 Aldovandro Chaves           | Ailton de Brito França            |                                      |
| 38 Marieta Lobão Gumes         | Maria Auxiliadora Ribeiro Lédo    |                                      |
| 39 Vanni Silveira              | Aparecido Carneiro Pereira        |                                      |
| 40 Camillo de Jesus Lima       | Magda Souza Braga David           |                                      |

## Autores caetiteenses

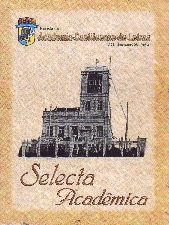
Capa de Exemplar da Revista da ACL

- Camillo de Jesus Lima
- Anísio Teixeira
- Cezar Zama
- Nestor Duarte Guimarães
- Plínio de Lima
- Luiz Cotrim
- João Gumes